# 茨城県立土浦第一高等学校・附属中学校
茨城県立土浦第一高等学校・附属中学校（いばらきけんりつつちうらだいいちこうとうがっこう・ふぞくちゅうがっこう）は、茨城県土浦市真鍋に所在する県立高等学校・中学校。

## 概要
1897年設立の旧制茨城尋常中学校（現在の茨城県立水戸第一高等学校）土浦分校を前身とする。旧制度では県内での旧制二中という位置付けである。略称は「土浦一高（つちうらいちこう）」であるが、「土一（つちいち）」「土一（どいち）」「土高（つちこう）」「土浦第一」、「一高（いちこう）」などと言われることも多い。旧本館は1976年に旧制中学校の建造物として全国で初めて国の重要文化財に指定された。
2021年に附属中学校が開校し、2024年度に本中学校を卒業した1期生が土浦一高へ入学した。

## 沿革

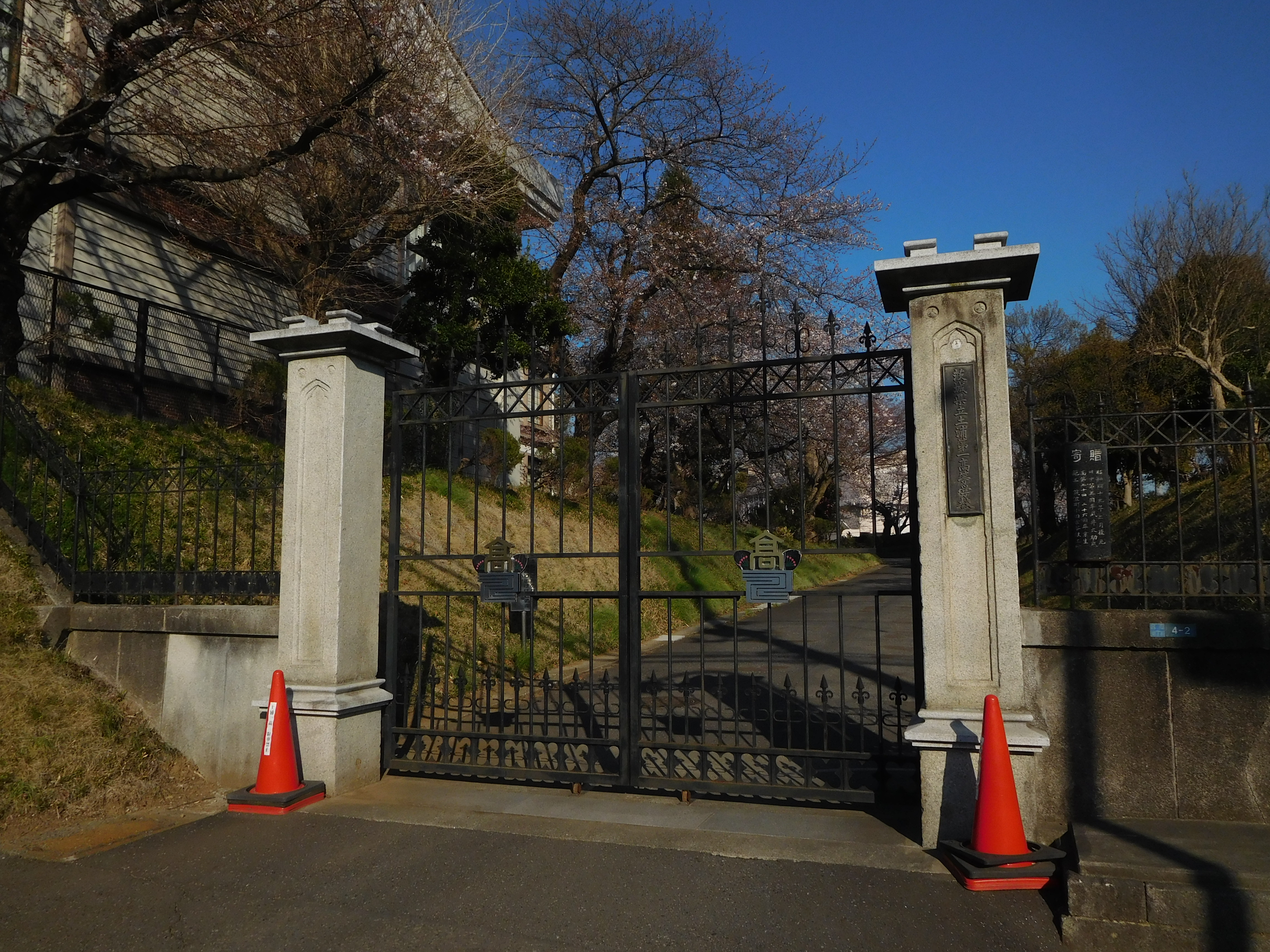
校門

### 前史
- 1799年（寛政11年） - 土浦藩主土屋英直が藩校郁文館を創建
- 1871年（明治4年） - 廃藩置県により土浦藩藩校郁文館廃校
- 1872年（明治5年）10月 - 新治県権令中山信安が郁文館跡地に英学校化成館創設
- 1873年（明治6年） - 英学校化成館事実上消滅
- 1874年（明治7年）1月 - 英学校化成館跡地に新治師範学校創設
- 1875年（明治8年）5月 - 新治県と茨城県合併により新治師範学校は茨城師範学校土浦分校に
- 1878年（明治11年）8月 - 土浦分校に予備科設立（本校にできた予備科は水戸第一高等学校へ）
- 1879年（明治12年）4月 - 県議会で予算認められず土浦分校廃止
- 1883年（明治16年）
  - 8月23日 - 旧茨城師範学校土浦分校跡に茨城第二中学校開設
  - 9月16日 - 開校式挙行（入学生徒数41名）
- 1886年（明治19年）
  - 6月6日 - 第一回初等科卒業式挙行（卒業生4名）
  - 7月28日 - 一県一中学校という中学校令により茨城第二中学校廃止
- 1891年（明治24年）12月14日 - 勅令243号により原則規定に変更され、再び道が開かれる
- 1894年（明治27年） - 第17回通常県会で土浦分校増設建議案上程、審理未了に
- 1895年（明治28年） - 第18回通常県会で土浦分校増設建議案上程、可決

### 正史
- 1897年（明治30年）
  - 4月7日 - 茨城県尋常中学校土浦分校設置（場所は新治郡役所楼上にて事務を開始）
  - 4月14日 - 入学者選抜試験実施（193名受験）
  - 4月18日 - 第一回入学式（合格者80名に入学許可）
  - 4月22日 - 新治郡役所楼上にて授業開始
  - 12月3日 - 進修会発足
- 1899年（明治32年）
  - 10月 - 下妻分校と初の野球対外試合
  - 12月21日 - 立田新校舎（現土浦二高）に移転
- 1900年（明治33年）
  - 1月12日 - 進修創刊号、発火演習実施
  - 4月1日 - 茨城県土浦中学校として改称・独立。龍ヶ崎分校（現在の竜ヶ崎一高）設置
- 1902年（明治35年）3月28日 - 第一回卒業式挙行（卒業生32名）
- 1904年（明治37年）
  - 1月1日 - 校旗捧呈式挙行
  - 7月 - 水戸中、龍ヶ崎分校と県下連合野球大会実施
- 1905年（明治38年）3月5日 - 真鍋町現在地校舎（国の重要文化財）に移転
- 1907年（明治40年）4月22日 - 創立記念日制定
- 1909年（明治42年）10月30日 - 校訓制定式挙行（校訓は「至誠・自重・愛敬・剛勇・勤倹」）
- 1910年（明治43年）11月1日 - 御真影下賜（天皇の写真提供）
- 1911年（明治44年）1月1日 - 校歌制定
- 1914年（大正3年）10月4日 - 土浦中学育英会設立
- 1925年（大正14年）5月12日 - 陸軍の現役将校配属実施（陸軍中尉中野正太着任）
- 1926年（大正15年）2月12日 - 日本初の金メダリスト織田幹雄来校、10種競技の実技
- 1927年（昭和2年）10月 - 明治大学主催全国中学校柔道大会優勝
- 1937年（昭和12年）
  - 2月6日 - 満州事変・支那事変（日中戦争）における本校卒の戦死者慰霊祭
  - 10月24日 - 土浦中学校同窓会（進修同窓会）発会式挙行
- 1941年（昭和16年）5月22日 - 土浦中学校進修報国団結成
- 1943年（昭和18年）1月21日 - 中学校令により修学年限を4年に短縮
- 1944年（昭和19年）1月18日 - 決戦非常措置学網により通年動員開始
- 1946年（昭和21年）
  - 11月2日 - 新校訓「自主・協同・責任」制定
- 1947年（昭和22年）11月2日 - 創立50周年記念式典、講堂落成式挙行
- 1948年（昭和23年）4月1日 - 茨城県立土浦第一高等学校発足、夜間制（定時制）高校、通信教育部併置
- 1949年（昭和24年）
  - 1月3日 - 進修復刊第1号刊行
  - 10月30日 - 第一応援歌制定
- 1950年（昭和25年）
  - 4月6日 - 同校初めての女子生徒入学（6名）
  - 10月30日 - 土浦一高応援歌誕生
- 1952年（昭和27年）3月9日 - 定時制、第一回卒業式（卒業生28名）
- 1954年（昭和29年） - この年「一高体操」生まれる
- 1955年（昭和30年） - この年から「進学要覧」作成
- 1957年（昭和32年）
  - 8月12日 - 野球部、夏の甲子園出場（唯一の出場）、1回戦勝利、2回戦敗退
  - 10月27日 - 新校旗樹立式
- 1964年（昭和39年）4月1日 - 通信制、水戸一高通信制に統合され、協力校となる
- 1965年（昭和40年）5月15日 - 水戸一高との定期戦（土水戦）開始
- 1966年（昭和41年） - 文化祭が一高祭の名前で実施される
- 1969年（昭和44年）
  - 4月1日 - 全日制理数科設置
  - 12月3日 - 第一回「歩く会」実施（筑波風返－同校間、約23キロメートル）
- 1973年（昭和48年）3月 - 通信制協力校廃止、同校通信制の幕閉じる
- 1976年（昭和51年）2月3日 - 旧本館が旧制中学の校舎として日本で初めて国の重要文化財に指定
- 1977年（昭和52年）5月12日 - 水戸一高との定期戦一時中断決定
- 1978年（昭和53年）
  - 9月19日 - 第一回「一高オリンピック」実施
  - 12月3日 - 竹園高等学校設置準備、本校同窓会室にて始まる
- 1980年（昭和55年）
  - 3月30日 - 新本館竣工
  - 4月30日 - 新本館へ移転
- 1986年（昭和61年）3月25日 - 文化財旧本館保存修理工事
- 1996年（平成8年）7月15日 - 多目的学習館（進修学習館）竣工
- 1997年（平成9年） - 創立100周年
  - 3月15日 - 同窓会館（進修記念館）竣工
- 2001年（平成13年）4月1日 - 全日制理数科 募集停止
- 2021年（令和3年）4月1日 - 附属中学校が開校
- 2024年（令和6年）全日高校生の国内修学旅行再開。2025年（令和7年）には海外へ

## 校訓
- 自主・協同・責任（現校訓、昭和21年制定）
- 至誠・自重・愛敬・剛勇・勤倹（旧校訓、明治42年制定）

## 校歌
- 2拍子の校歌である。
- 制定は1911年。
- 作詞 堀越晋(1910年の夏休みの宿題として出された「校歌の歌詞作成」において、全学年から選ばれた当時の生徒)
- 作曲 尾崎楠馬（当時の国漢科主任）
- 制定当時と現在では語句が一部異なっており、当時は3番の「東国男児の血を享けて」が「気を享けて」、「秀麗」が「秀霊」、「気魄」が「気魂」、4番の「亀城一千の健男児」も「五百の健男児」であった[1]。
- 現在は諸般の理由から、3番および4番は削除されている。

1. 沃野一望数百里 関八州の重鎮とて そそり立ちたり筑波山 空の碧をさながらに 湛へて寄する漣波は 終古渝らぬ霞浦の水
2. 春の彌生は桜川 其の源の香を載せて 流に浮ぶ花筏 蘆の枯葉に秋立てば 渡る雁声冴えて 湖心に澄むや月の影
3. 此の山水の美を享けて 我に寛雅の度量あり 此の秀麗の気を享けて 我に至誠の精神あり 東国男児の血を享けて 我に武勇の気魄あり
4. 筑波の山のいや高く 霞ヶ浦のいや広く 嗚呼桜水の旗立てて我が校風を輝かせ 亀城一千の健男児 亀城一千の健男児[2]

## 校章・校旗

### 校章
水戸中学校からの独立後に制定された土浦中学校校章のデザインは、算術科教諭高野虎次郎の手によるもので、校章の上部が桜花、下部に流水、中心部に「中」の文字を配したものであった。新制高校移行後、中心部の「中」が上部全体に拡大された「高」となり、桜花や流水の図案にも修正が加えられた現校章に変わっている。

### 校旗
4年生が発起となって行われた1903年の秋季運動会で予算が余り、さらに募金を加えた50円をもとに校旗を寄贈する事になった。寄贈された校旗は一旦校長の自宅に保管されていたが、1904年の元日、4年生一同は校長宅におもむき校旗を受け取った後、学校で校旗捧呈式が行われた。現校旗の制定は1957年の事で10月27日に樹立式が行われている。

## その他
- 閑院宮載仁が植えた松の木（五葉松）がある。
- 文理分けが3年次に行われる。
- 職員全体の職員室はなく、各教科ごとに職員室が分かれている。
- 校舎の至る所に学習スペースがある。
- 一高オリンピックという名の体育祭、30kmほどを学校に向かって歩く歩く会などが例年行われており、山越えを行うこともある。一高祭、一高オリンピック、歩く会を合わせて『一高三大行事』となる。
- 2022年度からインド出身で、元江戸川区（東京都）区議会議員のプラニク・ヨゲンドラ（よぎ）が副校長を務め、2023年度からは校長を務める。海外出身者が校長に就任するのは日本の公立高校で初。

## 旧本館

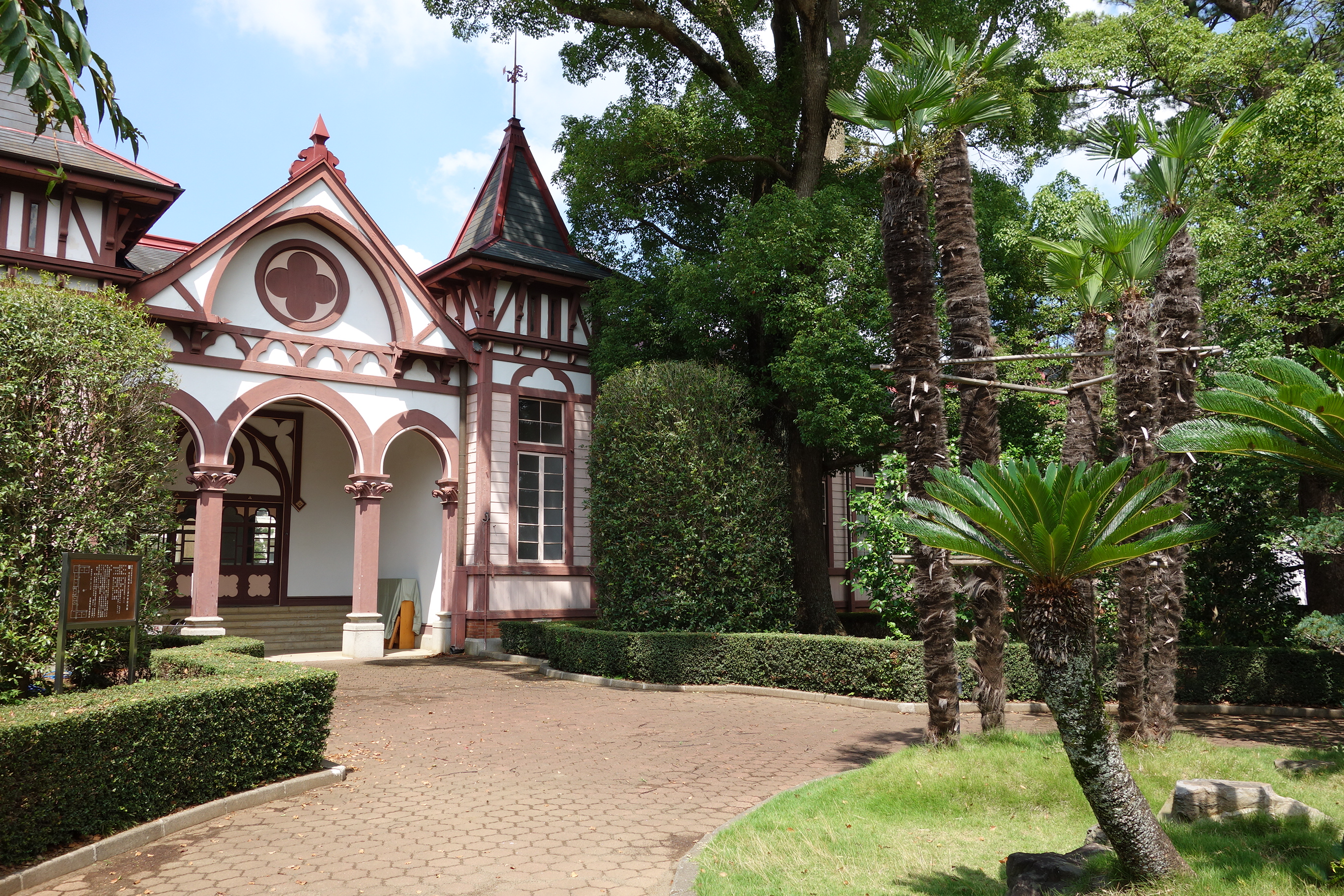
土浦一高旧本館

1976年（昭和51年）、旧制太田中学校講堂とともに、全国の旧制中学の建造物として初めて国の重要文化財に指定された。玄関の屋根裏から発見された棟札1枚も附（つけたり）で指定されている。重要文化財指定当初は新校舎建て替え計画の途上であり、重要文化財となったことで旧本館を取り壊すことができなくなったことから、土浦一高の関係者には歓迎すべきものではなかった。その後、旧本館の移築提案とその却下などがあり、新校舎の完成は1980年（昭和55年）までずれ込んだ。
竣工は1904年（明治37年）12月7日であり、設計者は駒杵勤治、施工は石井権蔵。駒杵は東京帝国大学工科大学建築学科を首席で卒業し、卒業後、茨城県営繕技師として赴任。のちに県技師。1902年（明治35年）12月から1905年（明治38年）3月までのわずか2年3ヶ月の在任期間内に土浦中学校本館、 太田中学校（現在の太田一高）講堂（重要文化財）、水戸商業学校（現在の水戸商業高校）本館（一部移築、国の登録有形文化財）、龍ヶ崎中学校（現在の竜ヶ崎一高）講堂（現存せず）、水海道中学校（現在の水海道一高）講堂（現存せず）、麻生警察署（現存せず）、下館警察署（現存せず）などを手がける。
土浦中学校旧本館は全体としてはゴシック様式を基にしたドイツ風の建物で、正面は三連のアーチ。アーチを支える柱はギリシャ建築の三様式の一つであるコリント派の建築物であり、アカンサスの葉をモチーフにした柱頭に特徴がある。入り口の扉はエゾマツを使用した厚さ4cm、高さ2.3mの重厚な作りで、観音開きである。天井高は5mである。館内には明治時代から使われていた校長や教員の机が保存され、生徒用の机と椅子が一体化した授業用机のレプリカもある。
2003年（平成15年）頃に卒業生らによって旧本館活用委員会が発足し、映画・テレビ・プロモーションビデオのロケーション撮影を積極的に受け入れるようになり、結婚式場として利用されたこともある。なお、弦楽部・吹奏楽部の部室として日常的に使用され、写真部・美術部の展覧会など校内活動にもよく利用されている。
毎月第二土曜日に一般公開が行われている。

## 舞台とした作品
- 決戦の大空へ（1943年 東宝） - 主人公は土浦中学の生徒である。旧本館が映っている。また、同映画の挿入歌「若鷲の歌」は、同校の第二応援歌だった時期がある。

少なくとも1975-79年は、第一應援歌、第二應援歌が存在し、その時期は第二應援歌と若鷲の歌は明確に区別されていた。

### ロケ地として
- NHKドラマ『白洲次郎』 - 次郎の旧制中学という設定で旧本館を使用
- NHKスペシャルドラマ『坂の上の雲』[9] - 大学予備門、海軍兵学校校舎という設定で旧本館を使用
- NHK連続テレビ小説『おひさま』（2011年） - 安曇野女学校という設定で旧本館を使用[9]
- フジテレビドラマ『若者たち2014』(2014年)
- NHK連続テレビ小説『エール』(2020年)　-東京帝国音楽学校という設定で旧本館を使用
- テレビ朝日ドラマ『津田梅子〜お札になった留学生〜』(2022年)
- TBSドラマ『笑うマトリョーシカ』(2024年)
- NHK朝ドラ『あんぱん』(2025年前期)